# أيقونة معمارية

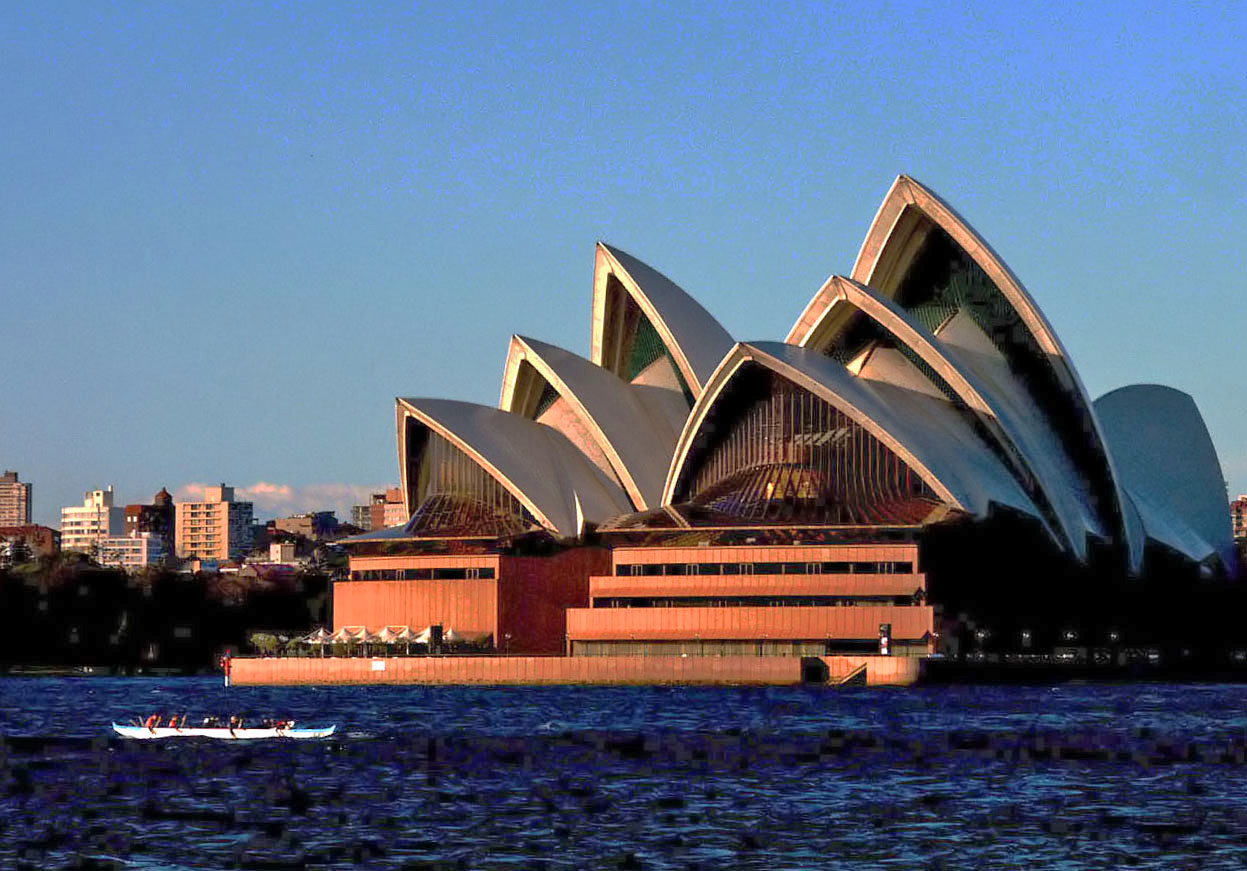
دار الأوبرا في سيدني في أستراليا و إحدى رموز العمارة بالعالم

مارية هو مصطلح من نقد الهندسة المعمارية، ويصف المباني الرائدة أو التي كانت رائدة أو تستحق التفرد بسبب تصميمها.

## التعريف
تلبي هذه المباني والمجموعات المتميزة العديد من المعايير التالية:
1- تقدير واسع النطاق.
2- الشعبية.
3- الأصالة.
4- قيمة الرمز.
5- الأهمية لتطوير العمارة.
6- التمثيل لأحد الطرز المعمارية.
كتبت سابين ثيل-سيلنغ في مقدمة الأيقونات المعمارية للقرن العشرين: «المباني مذهلة بالنسبة لوقتها ومحيطها، سواء من خلال إنجازات التشييد أو الاستخدام المبتكر للمواد، ومن خلال لغتها الرسمية أو لأنها تجسد مفهومًا جديدًا تمامًا لنوع من البناء يبنى لأول مرة».
تطورت بعض المباني إلى أماكن حج لعشاق الهندسة المعمارية أو حتى أصبحت من معالم المدن، وحتى البلدان. لكن غالبًا لا تفهم هذه المباني من قبل الناس العاديين، حتى لو أصبحت قدوة لأجيال كاملة من المهندسين المعماريين.
قال توم رايت المهندس المعماري لبرج العرب حول نفس الموضوع: «كيف يمكنك أن تدرك أن المبنى أصبح رمزًا؟ إذا استطعت رسمه في خمس ثوان، والجميع يعرف ما هو».

## النقد
من أجل تحقيق هدف مجرد، غالبًا ما يخطط المهندسون المعماريون خارج احتياجات عملائهم. كلفت الطبيبة إديث فارنسورث من شيكاغو المعماري لودفيغ ميس فان دير روه في عام 1945 بتصميم منزل لقضاء عطلة نهاية الأسبوع يمكن أن تتقاعد فيه، لكنها لم تكن معجبة بمنزل فارنسورث الذي صممه لها، والذي كلفها الكثير من المال، وعبرت عن نفسها للمهندس المعماري على النحو التالي: «أردت شيئًا ذا معنى، وكل ما حصلت عليه هو هذه السفسطة السطحية الملساء»، (باللغة الألمانية: Ich wollte etwas „Bedeutungsvolles“haben, und alles was ich bekam, war diese glatte, oberflächliche Sophisterei).
وقد أصبح هذا القصر بالتحديد مكان حج للسياح المعماريين. كتبت بيبول لوبلانك: «السائح المعماري هو رجل شجاع يخطط بسهولة لرحلة كاملة لرؤية مبنى معين؛ يبحث نصف يوم للعثور عليه؛ ويبقى لساعات على العتبة، على أمل الدخول. لكن إصراره إنه يستحق ذلك، لأنه لكي تفهم المبنى تمامًا، عليك أن تراه بنفسك». (باللغة الألمانية: Der Architekturtourist ist ein beherzter Mensch، der ohne Weiteres eine ganze Reise plant، um ein bestimmtes Bauwerk zu sehen؛ der einen halben Tag sucht، um es zu finden؛ der stundenlang an der Türschwelle herumlungert، in der türschwelle herumlungert، der . Doch seine Hartnäckigkeit Lohnt sich، denn um ein Gebäude voll und ganz zu verstehen، muss man es selbst sehen). 
يقول يورغن تيتز، الذي يدقق بشكل نقدي في مجلة نوي زيورخ زايتو إن الرغبة في الحصول على رموز معمارية جديدة بشكل كلي بسبب ما يسمى «بتأثير بلباو» لمتحف غوغنهايم لفرانك أو جيري في بلباو، ويصل إلى حقيقية وجوب رؤية أي مبنى بشكل شخصي. أولًا، وصلت موجة الموضة هذه إلى المدن الكبرى قبل أن تصل إلى المدن الأصغر، لأنه كلما كان المبنى أكثر تميزًا، كان من الممكن تسويقه بشكل أفضل. وتضمن المباني المعروفة إمكانية التعرف على المواقع الفردية على الفور: يرمز برج إيفل إلى باريس ومعبد البارثينون إلى أثينا.
في عصر العولمة، أصبحت الرموز المعمارية علامات تجارية في المنافسة بين المدن الكبرى: «في الوقت نفسه، يهدد التضخم المتزايد على منصة عرض الصور المعمارية بإحداث ارتباك عام. هل كان هذا المنزل قائمًا في هامبورغ أو طوكيو أو باريس؟ هل كان المتحف في برن أو مانشستر أو سيول؟ هل كان المهندس المعماري أيزنمان أم كولهاس أم بيانو؟ (باللغة الألمانية: Zugleich droht die wachsende Inflation auf dem Catwalk der Architekturbilder zur allgemeinen Verwirrung beizutragen. Stand dieses Haus in Hamburg, Tokio oder Paris? War es das Museum in Bern, Manchester oder Seoul? Hiess der Architekt Eisenman, Koolhaas oder Piano?). تكمن معضلة هذه العمارة، الموجهة نحو التأثير البصري، في أنها يجب أن تعتمد على النظرة السريعة. يسميها تيتز «وجبة معمارية سريعة يسهل تناولها قدر الإمكان»، (باللغة الألمانية: ein möglichst leicht konsumierbares architektonisches Fast Food). في الوقت نفسه غالبًا ما يُنسى أن ما يشكل جودة الهندسة المعمارية لا يمكن معاينته إلا في الموقع: «ولكن مجموعة المباني الحداثية تنتج باستمرار صورًا جديدة للتسويق العالمي في السيرك المعماري: الطموح البيئي في عمارة فوستر، والتعبير عن الأناقة في عمارة جيري، والتعرج في العمارة التفكيكية عند ليبسكند». (باللغة الألمانية: Doch auch der Baukasten der Moderne generiert laufend neue Bilder für die weltweite Vermarktung im Architekturzirkus: ökologisch ambitioniert bei Foster، Elegant Expressiv bei Gehry، zackig dekonstruiert bei Libeskind).
على العموم، إن هذه الاستراتيجيات التسويقية المصممة بواسطة الكمبيوتر تهدد، وفقًا لتيتز، بتحويل الهندسة المعمارية إلى كليشيهات مليئة بقرى بوتيمكين.